# Warsztaty Kultury

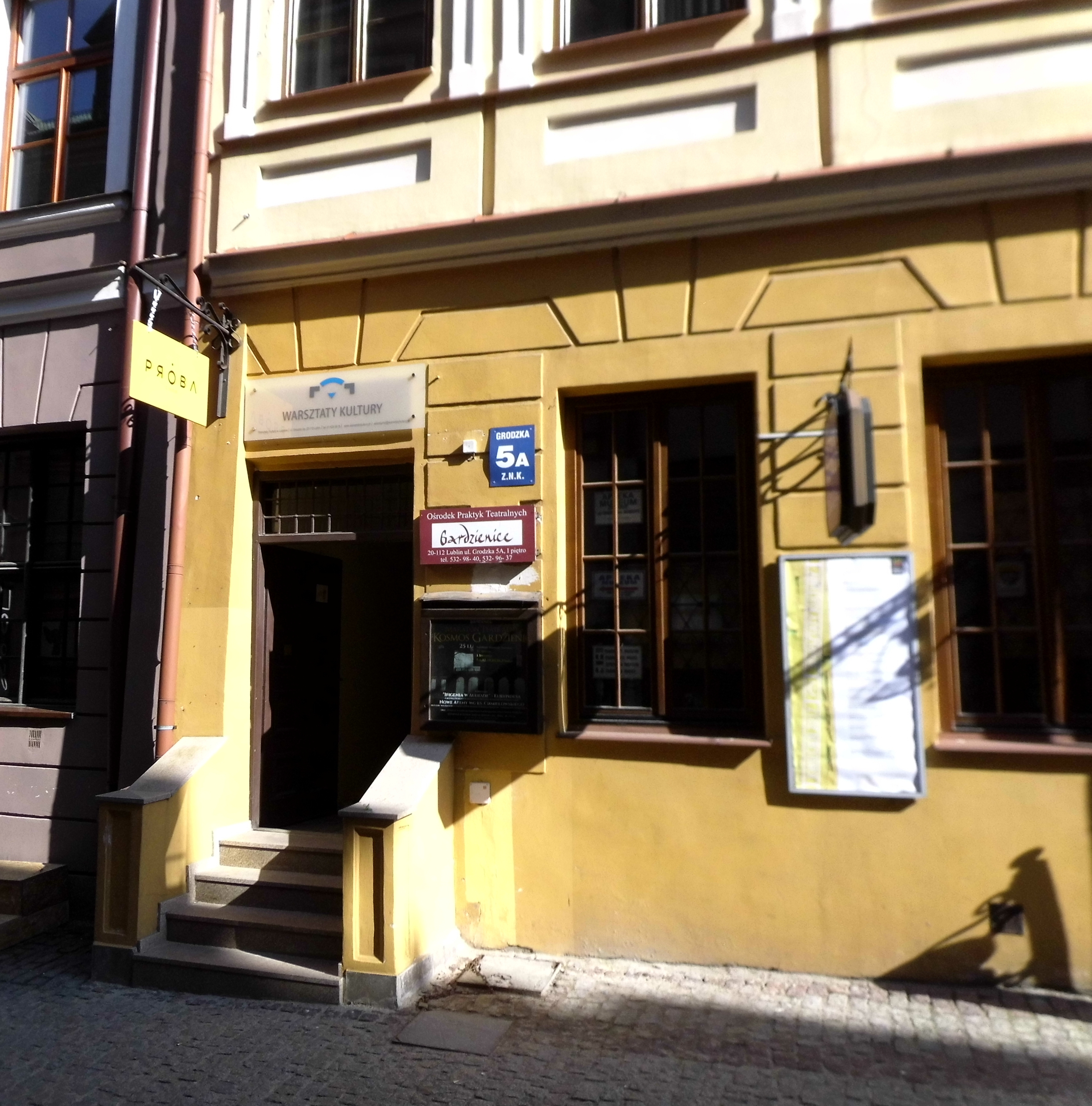
Kamienica, w której działają Warsztaty Kultury

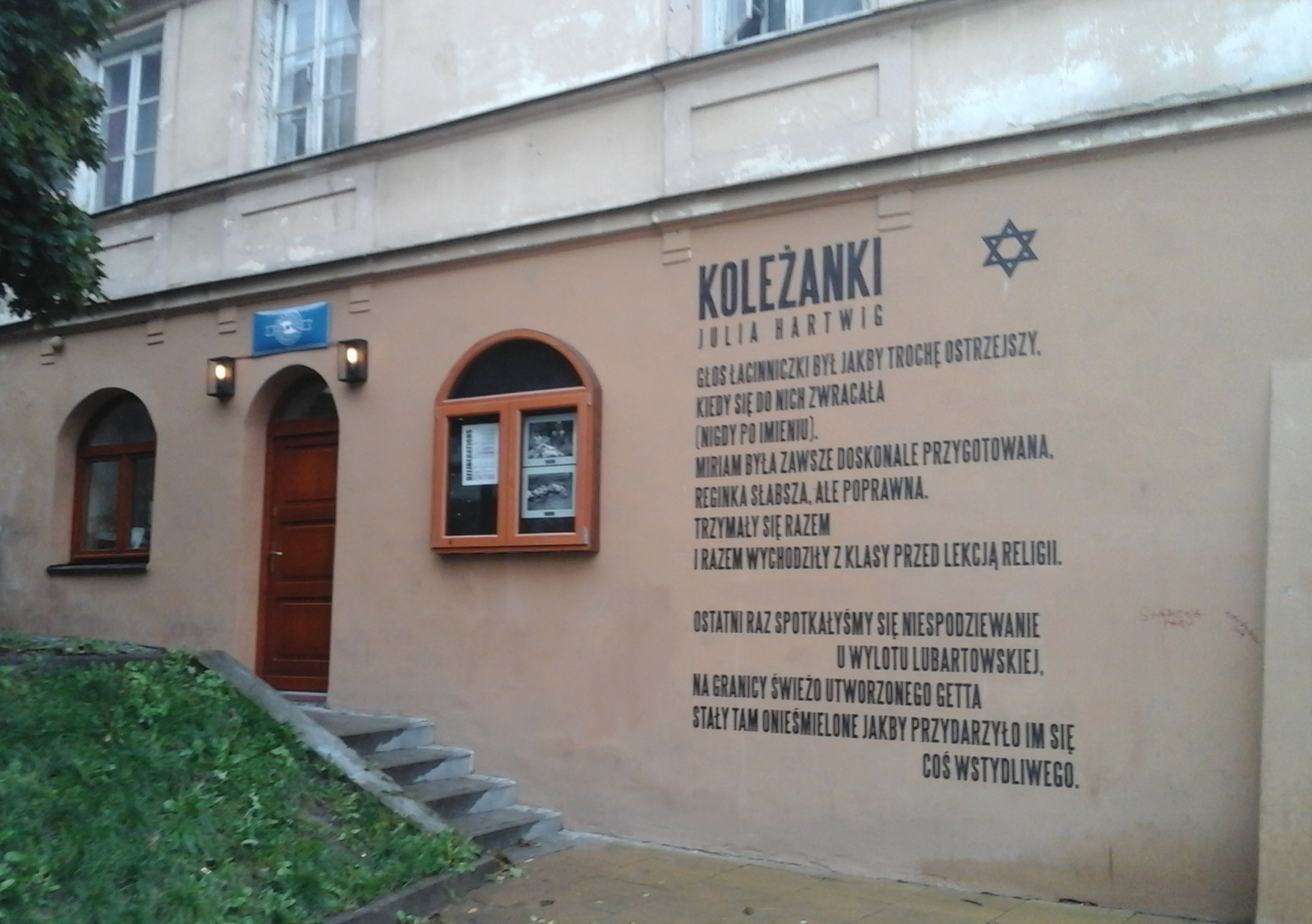
Warsztat Fotograficzny przy Zaułku Hartwigów należący do Warsztatów Kultury.

Warsztaty Kultury w Lublinie – samorządowa instytucja kultury miasta Lublin powstała w 2009 roku. Instytucja prowadzi długofalowe programy rozwoju i edukacji, oparte na wspólnocie lubelskich operatorów i odbiorców kultury, działających razem i wspierających się wzajemnie. Siedziba instytucji znajduje się przy ulicy Grodzkiej 5a oraz Grodzkiej 7 w Lublinie. 

## Festiwale
Warsztaty Kultury w Lublinie są organizatorem czterech największych plenerowych festiwali kulturalnych w Lublinie odbywających się w sezonie letnim. Są to: Noc Kultury, Wschód Kultury – Inne Brzmienia, Carnaval Sztukmistrzów oraz Re:tradycja – Jarmark Jagielloński. Instytucja jest również pomysłodawcą oraz organizatorem przedświątecznych Sprawunków – Targów Wyjątkowych Rzeczy. Ze względu na skalę przedsięwzięcia wydarzenie traktowane jest jako „mały festiwal”. W 2017 roku Warsztaty Kultury wydały publikację „Wpływ lubelskich festiwali plenerowych na rozwój gospodarczy i społeczny miasta”, będące raportem z badań wydarzeń organizowanych przez Warsztaty Kultury w Lublinie. Badanie zostało przeprowadzone przez zespół pod opieką dr Aleksandry Kołtun oraz dr hab. Zbysława Muszyńskiego z Uniwersytetu Marii Curie-Skłodowskiej. 

## Kształcenie kadr kultury
Warsztaty Kultury zajmują się także kształceniem animatorów i managerów kultury. Działanie to realizują poprzez projekty takie jak Inkubator Animacji Kultury, Wolontariusz Kultury oraz Wolontariusz Medialny. Pierwszy z nich skierowany jest do pracowników instytucji kulturalnych i organizacji non-profit. Podczas kursu odbywającego się raz w roku, uczestnicy szkolą się między innymi z pozyskiwania środków publicznych, promocji wydarzeń kulturalnych i współpracy z wolontariuszami. Drugi projekt skupia się na rozwoju kardy wolontariuszy kultury poprzez przygotowanie uczestników do pracy na plenerowych wydarzeniach, współpracy z dziećmi i obsługi zaplecza technicznego. Wolontariusz Medialny to z kolei projekt, który ma na celu doskonalenie umiejętności fotografów i przyszłych social media managerów. Od 2020 roku Warsztaty Kultury realizują także Incydent polski - projekt mający na celu wspieranie twórczości polskich artystów cyrkowych.    

## Edukacja kulturalna
Warsztaty Kultury zajmują się także edukacją kulturalną, skierowaną szczególnie do mieszkańców Lublina. W tym celu realizują projekty takie jak: 
- Land art – plenerowy program edukacyjny dla osób dorosłych zainteresowanych sztuką i naturą[8];
- Lekcje sztuki – program warsztatów plastycznych dla klas szkół podstawowych[9],
- Miastoczułość – cykl wydarzeń dotyczących przestrzeni miasta w sensie dosłownym i symbolicznym[10];
- Magiczna Latarnia – program edukacji audiowizualnej dla dzieci[11],
- Miasto movie – cykl seansów filmowych[12],
- Orkiestra Jarmarku Jagiellońskiego – projekt muzyczny skupiający muzyków wokół tradycyjnych melodii Lubelszczyzny[13],
- Patterns of Europe – spotkania, wystawy i warsztaty poświęcone wzornictwu, ilustracji i architekturze[14],
- Strefa Innych Brzmień – cykl koncertowy prezentujący wykonawców alternatywnych[15],
- Spotkania Opowiadaczy Słowodaję – cykl spotkań i warsztatów dla całych rodzin, podczas których uczestnicy poznają różne historie z Polski i z zagranicy[16],
- Sztuka Wrażliwości – cykl wydarzeń, warsztatów, webinarów o charakterze integracyjnym i edukacyjnym skierowany do osób w spektrum autyzmu[17],
- Warsztat Fotograficzny – pracownia poświęcona szlachetnym technikom fotograficznym[18],
- Warsztat Medialabowy – pracownia poświęcona nowoczesnym technologiom i nowym mediom[19],
- Zimowa Majsternia – program ferii zimowych dla dzieci[9].

## Działalność Warsztatu Fotograficznego
Instytucja ma pod swoją opieką także Warsztat Fotograficzny znajdujący się przy ulicy Kowalskiej 3, prowadzony przez fotografika i ambrotypistę Romana Krawczenko. To miejsce poświęcone szlachetnym technikom fotografii, w którym można poznać tajniki różnych metod fotografii analogowej, dowiedzieć się, jak wyglądała praca fotografa i laboranta przełomu XIX i XX wieku, zamówić indywidualny portret czy też kupić fotografię pejzażową. W ramach działalności Warsztatu Fotograficznego odbywa się zwiedzanie pracowni, podczas którego Pan Krawczenko pokazuje, jak dawniej robiono zdjęcia. Organizowane są warsztaty ze szlachetnych technik fotografii (ambrotypia, talbotypia, odbitki stykowe), spacery śladami Edwarda Hartwiga, a w okresie letnim (maj-wrzesień) plenerowe wystawy fotograficzne w Zaułku Hartwigów.

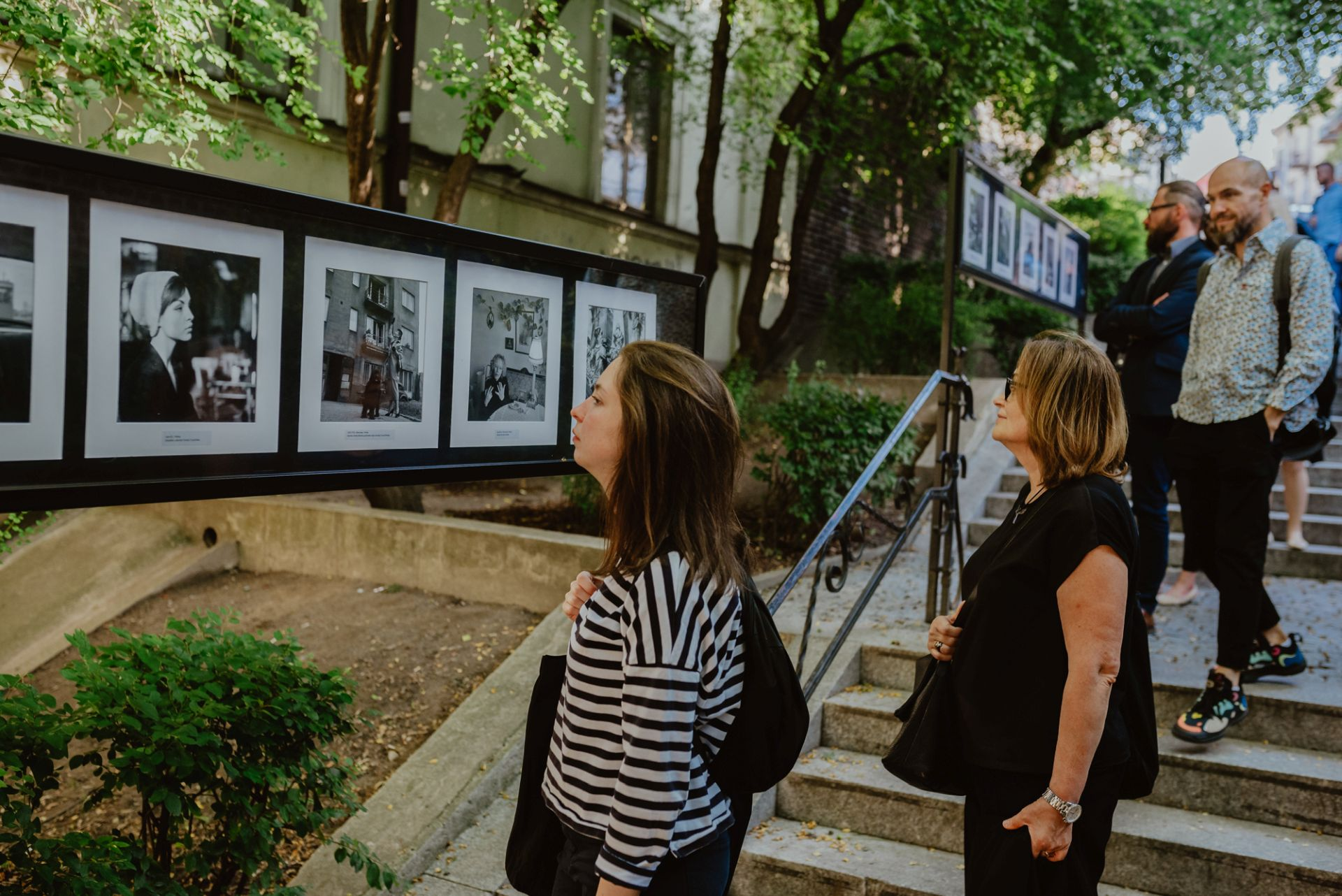
Wystawa fotografii Ireny Jarosińskiej „Portrety” w Zaułku Hartwigów

Na wystawach plenerowych w Zaułku Hartwigów można oglądać zdjęcia sprzed lat autorstwa mistrzów i mistrzyń tej sztuki. Warsztaty Kultury zaprezentowały m.in. takie wystawy fotografii jak: 
- „…cierpiący z powodu wielkiej niesprawiedliwości” –  wystawa fotografii Ansela Adamsa z obozu dla internowanych japońskich Amerykanów w Manzanar[20] (2023)
- Zofia Jabłońska – wystawa fotografii[21] (2023)
- Lublin Witolda Marczewskiego[22] (2023)
- Irena Jarosińska – Lublin 1954[23] (2022)
- Irena Jarosińska – Portrety[24] (2022)
- Ukraina i Ukraińcy[25] (2022)
- Lublin w fotografiach Jana Magierskiego (2021)
- Lewis Hine – fotografia zaangażowana[26] (2021)
- Julia Pirotte – Twarze[27] (2021)
- Dorothea Lange (1895-1965). Zdjęcia z kolekcji Farm Security Administration (2020)
- „Wieczność narodziła się na wsi” – Zaharii Cusnira[28] (2020)
- „Zapis socjologiczny” – wystawa fotografii Zofii Rydet[29] (2020)
- Kolekcja szklanych negatywów z kamienicy Rynek 4[30] (2020)
- Lublin Stanisława Jacka Magierskiego[31] (2019)
- „Z niepewności w niepewność: uchodźcy wojenni na Litwie w latach II Wojny Światowej” – wystawa fotografii Bolesławy i Edmunda Zdanowskich[32] (2019)
- Jakub Smolski. Wiejski fotograf z Łuki[33] (2019)
- „Pożegnanie Taboru” – wystawa zdjęć Andrzeja Polakowskiego z lat 1966-1967[34] (2019)
- Utracony świat w obiektywie Leona Barszczewskiego[35] (2018)
- Stefan Kiełsznia – dokumentalista z Lublina[36] (2018)
- Juliusza Dutkiewicz – fotograf z Kołomyi[37] (2018)
- Uliczne życie – XIX-wieczna Gruzja w fotografii Dmitrija Jermakowa[38] (2018)
- "Wojna krymska" – wystawa fotografii Rogera Fentona, prekursowa reportażu wojennego[39] (2017)
- Lublin Zofii Chomętowskiej – wystawa fotografii[40] (2017)
- Augustyn Czyżowicz – fotografie (2017)
- Edward Sheriff Curtis[41] (2017)
- Ludzie Podola Michała Greima (2016)
- Rosja przed rewolucją (1909-1915) – wystawa kolorowych zdjęć Siergieja Michajłowicza Prokudin-Gorskiego[42] (2016)
- Lublin Edwarda Hartwiga (2016)

## Działalność wydawnicza
Warsztaty Kultury prowadzą także dwa wydawnictwa. Pierwszym z nich jest internetowy magazyn kulturaenter.pl, który śledzi wydarzenia u wschodnich sąsiadów Polski oraz jest platformą wymiany opinii o kulturze. Drugi projekt wydawniczy Warsztatów Kultury to cykle wydawnicze Wschodni Express oraz Zakotwiczenie. W ramach Wschodniego Expressu prezentowane są czytelnikom polskim najnowsze teksty literatur ukraińskiej i białoruskiej. Dotychczas w ramach serii wydawniczej Wschodni Express ukazały się:
2014
- Jurko Gudź, Barykady na Krzyżu (poemat)[46], tłum. Andrij Saweneć – wydanie dwujęzyczne, ukraińsko-polskie

2016
- Andrij Lubka, Karbid (powieść)[47],  tłum. Bohdan Zadura
- Ołeksandr Bojczenko, 50% racji (eseje)[48], tłum. Bohdan Zadura i Marek S. Zadura

2017
- Andrej Adamowicz, Tłuścioch i leszcz (minipowieść)[49], tłum. Bohdan Zadura i Marek S. Zadura
- Andrej Adamowicz, Dzień poezji śmierci dzień (wiersze)[50], tłum. Bohdan Zadura
- Alhierd Bacharewicz, Mały leksykon medyczny według Bacharewicza (eseje)[51], tłum. Mira Łuksza
- Kateryna Babkina, Szczęśliwi nadzy ludzie (opowiadania)[52], tłum. Bohdan Zadura
- Andrij Bondar, Nogami do przodu (eseje)[53], tłum. Bohdan Zadura, Marek S. Zadura.

2018
- Hałyna Kruk, Wakacje nad Letą[54] (wiersze), tłum. Bohdan Zadura – wydanie dwujęzyczne, ukraińsko-polskie
- Julia Cimafiejewa, Cyrk i inne wiersze (wiersze)[55], tłum. Bohdan Zadura – wydanie dwujęzyczne, białorusko-polskie
- Kateryna Babkina, Sonia (powieść)[56], tłum. Bohdan Zadura
- Andrij Lubka, Pokój do smutku (opowiadania)[57], tłum. Bohdan Zadura
- Mykoła Riabczuk, Poprzednie życie (eseje)[58], tłum. Andrij Saweneć
- Ołeksandr Bojczenko, Wasi, nasi oraz inni (eseje)[59], tłum. Natalia Bryżko-Zapór

2019
- Ołeh Sencow, Żywoty (opowiadania)[60], tłum. Bohdan Zadura
- Wasyl Słapczuk, Wieczorne słońce (wiersze)[61], tłum. Bohdan Zadura – wydanie dwujęzyczne, ukraińsko-polskie
- Herkus Kunčius, Obrazki litewskie (opowiadania)[62], tłum. Kamil Pecela
- Drul, Andruchowycz, Bojczenko Worochtarium (rozmowy)[63], tłum. Andrij Saveneć
- Artem Czech, Punkt zerowy (eseje)[64], tłum. Marek S. Zadura
- Natalka Śniadanko, Frau Müller nie zamierza płacić więcej (powieść)[65], tłum. Bohdan Zadura

2020
- Artem Czech, Dzielnica D (powieść)[66], tłum. Marek S. Zadura
- Mark Liwin, Riki i drogi[67] (powieść), tłum. Olga Świncicka
- Kim Chun Ho alias Siarhiej Pryłucki, Patriotyzm dla opornych (wiersze)[68], tłum. Bohdan Zadura
- Antologia współczesnej poezji łotewskiej Wszystkie ptaki, co we mnie… (wiersze)[69], tłum. Olga Wiewióra
- Ołeh Sencow, Marketer (opowiadania)[70], tłum. Bohdan Zadura

2021
- Kateryna Babkina, Nikt tak nie tańczył, jak mój dziadek (opowiadania)[71], tłum. Bohdan Zadura
- Andrij Lubka, Twoje spojrzenie, Cio-Cio-San[72] (powieść), tłum. Bohdan Zadura

2022
- Igor Pomierancew, KGB i inne wiersze[73], tłum. Zbigniew Dmitroca
- Łeś Bełej, Lustrzany sześcian[74](wiersze), tłum. Bohdan Zadura
- Agnė Žagrakalytė, Klara. Bande dessinée[75] (powieść), tłum. Zuzanna Mrozik
- Wano Krueger, Ostatni pocałunek Iljicza[76] (wiersze) tłum. Bohdan Zadura

2023
- Aušra Kaziliūnaitė, osobista pustka[77] (wiersze), tłum. Paulina Ciucka
- Lena Kudajewa, Polina Położencewa, Oksana Sawczenko, Insekt (zbiór dramatów)[78], tłum. Anna Korzeniowska-Bihun
- Kristiina Ehin Planeta pożeraczy serc[79] (opowiadanie), tłum. Marta Perlikiewicz
- Praca zbiorowa pod redakcją naukową Iryny Lappo, Szkice o najnowszym teatrze białoruskim[80] (2010-2020), tłum. Agnieszka Goral, Iryna Lappo, Natalia Rusiecka, Andrij Saweneć, Beata Siwek

Zakotwiczone to najnowszy projekt wydawniczy Warsztatów Kultury. W ramach tej serii w języku polskim ukazują się publikacje tłumaczone z jidysz. Dotychczas w ramach serii wydawniczej Zakotwiczone ukazały się:
2022
- Józef Łobodowski, Wyzwolenie[81] (dramat)
- Jakub Glatsztejn, Dobranoc, świecie[82] (wiersze), tłum. Bella Szwarcman-Czarnota i Monika Adamczyk-Garbowska

2023
- Ilya Kaminsky Republika Głuchych[83] (powieść), tłum. Anna Łazar
- Lamed Szapiro, Wylej swój gniew[84] (opowiadania), tłum. Bella Szwarcman-Czarnota